# Portrait de l'éditeur Eugène Figuière
Portrait de l’éditeur Eugène Figuière est un tableau réalisé par le peintre français Albert Gleizes en 1913. Ce portrait cubiste mesure 143,5 cm de haut sur 101,5 cm de large. Il est conservé au musée des Beaux-Arts de Lyon à Lyon.

## Expositions
- Salon d'Automne de 1913, Grand Palais, Paris, 1913-1914 — n°768.
- Apollinaire, le regard du poète, musée de l'Orangerie, Paris, 2016 — n°96.
- Le Cubisme, Centre national d'art et de culture Georges-Pompidou, Paris, 2018-2019.